# Radiómetro de Crookes

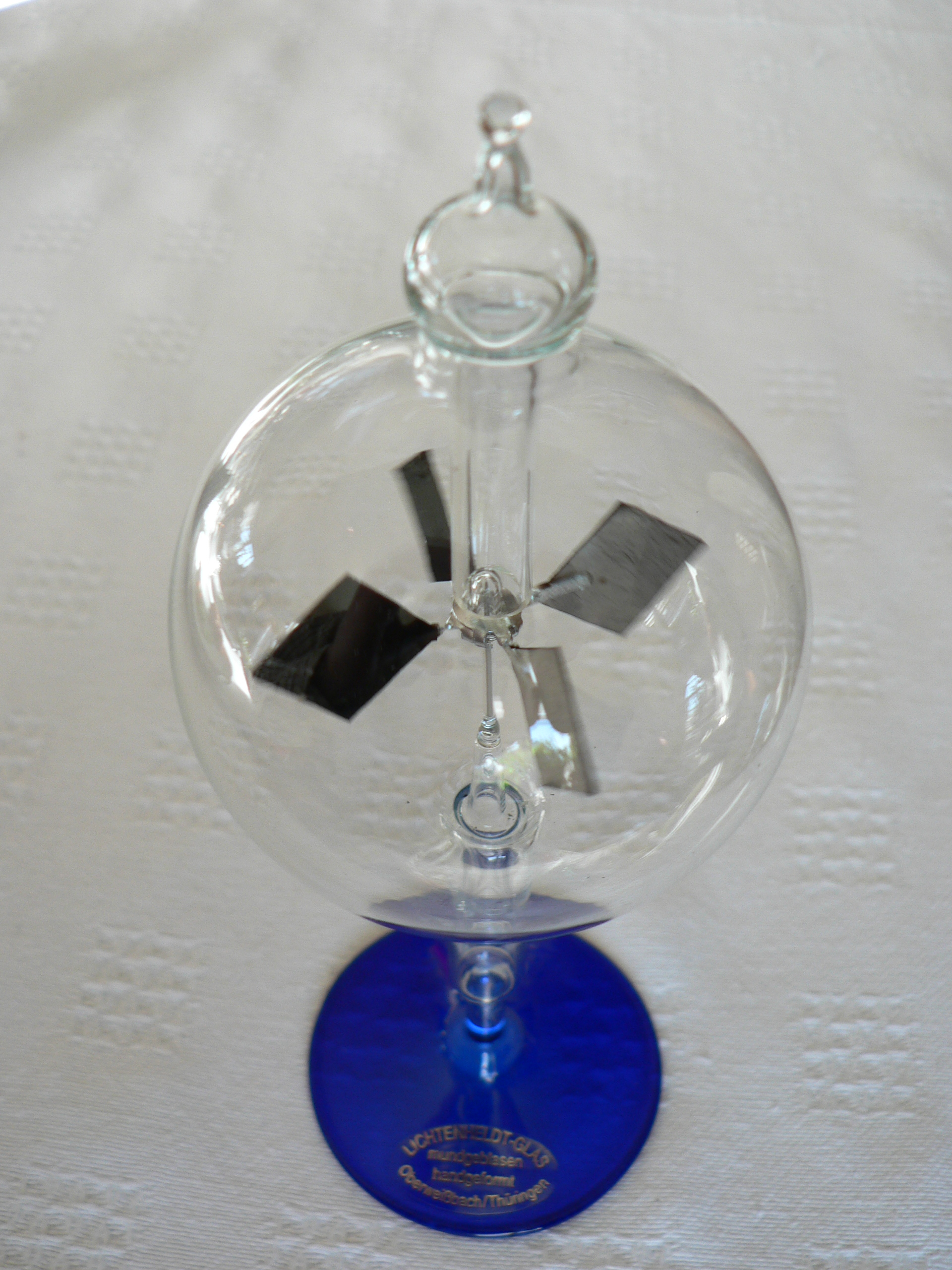
Radiómetro de Crookes.

Un radiometro en funcionamiento.

El radiómetro de Crookes o molinillo de luz (light-mill) es un dispositivo inventado en 1873 por el químico inglés William Crookes. Consiste en cuatro brazos que sostienen cada uno un álabe o placa en sus extremos, pintados de blanco de un lado y de negro del otro. Los cuatro brazos que soportan las placas están suspendidos en una aguja y sostenidos por un eje de vidrio para disminuir en lo posible la fricción. Este molinito se encuentra dentro de una esfera de vidrio sellada y en la que se ha realizado un vacío parcial.
Los álabes rotan al ser expuestos a luz, siendo más rápido el giro cuanto más intensa es la luz incidente. Eso proporciona una medida cuantitativa de la intensidad de la radiación electromagnética. La explicación de la rotación de este dispositivo ha sido históricamente el motivo de  mucha controversia científica.
Crookes tuvo la idea a raíz de algunas investigaciones químicas que realizaba. En el curso experimentos químicos que exigían medidas cuantitativas muy precisas, se hallaba pesando muestras en una cámara a vacío parcial, con el objeto de reducir el efecto de las corrientes de aire. De pronto, notó que el valor de las pesadas era perturbado cuando sobre la balanza incidía luz solar. Investigando ese efecto, creó el dispositivo que lleva su nombre. Todavía se fabrican y venden radiómetros de Crookes con propósitos recreativos o didácticos.

## Funcionamiento
El momento de fuerza que genera el sistema de las placas es muy pequeño, ya que tanto la longitud del brazo como la masa de la placa son muy pequeñas, por lo que el eje debe estar muy bien equilibrado y debe tener rozamiento prácticamente nulo para que pueda rotar.
Crookes quería saber si la luz al chocar en una superficie ejercía alguna fuerza, así que pensó que la luz rebotaría en los lados plateados de las placas, mientras que sería absorbida por el lado ennegrecido. Si todo lo que hubiera fuera una pura transferencia de momento entre los fotones incidentes y las placas, tendríamos que las placas girarían de manera que el lado negro fuese delante, puesto que al absorberse ahí los fotones, se tomaría menos cantidad de movimiento o momento que en los lados plateados, donde los fotones son reflejados (rebotan). Pero Crookes se llevó una sorpresa al observar que su radiómetro giraba de manera contraria a lo previsto (el lado negro de las placas se alejaba de la luz).
Originalmente se pensó que el giro era producido por el calentamiento de los lados negros de las placas, pero en posteriores experimentos se comprobó que el radiómetro giraba en sentido opuesto de nuevo (lado negro yendo hacia la luz) si se enfriaba bruscamente. Esto contradecía esa hipótesis original y muchas otras teorías) ya que el lado claro no podía calentarse y producir con ello el giro.
La explicación fue hallada por dos grandes científicos, James Clerk Maxwell y Osborne Reynolds: el efecto real ocurre en los bordes de las paletas.
Básicamente, en el lado caliente, las moléculas del gas se están moviendo con una velocidad media más alta que los gases en el lado frío. Cuando las moléculas calientes golpean el borde de la paleta, en promedio producirán una fuerza en la paleta que está hacia el lado fresco. Puesto que la velocidad media de las moléculas calientes es mayor que la velocidad media de las moléculas frías, habrá una fuerza en la paleta hacia el lado fresco. A este efecto se le llamó 'arrastre térmico'.
En posteriores experimentos más avanzados y con un vacío casi perfecto se logró determinar que la luz sí ejerce una fuerza.[cita requerida]